# Elk City, Kansas
Elk City är en ort i Montgomery County i Kansas. Vid 2020 års folkräkning hade Elk City 260 invånare.